# Jessadakorn Noysri
Jessadakorn Noysri (Thai: เจษฎากร น้อยศรี; * 18. Juli 1999 in Pathum Thani), auch als Dome bekannt, ist ein thailändischer Fußballspieler.

## Karriere

### Verein
Jessadakorn Noysri erlernte das Fußballspielen in der Jugendmannschaft des Erstligisten Muangthong United. 2020 stand er beim Drittligisten Ayutthaya FC in Ayutthaya unter Vertrag. Mit dem Verein spielte er in der Western Region der Liga. Im Januar 2021 verpflichtete ihn der Erstligist Trat FC. Sein Profidebüt gab er am 6. Februar 2021 im Heimspiel gegen Chiangrai United. Hier wurde er in der 81. Minute für Mustafa Azadzoy eingewechselt. Am Ende der Saison 2020/21 musste er mit Trat als Tabellenvorletzter in die zweite Liga absteigen. Für Trat stand er viermal in der ersten Liga auf dem Spielfeld. Ende August 2021 unterschrieb er einen Vertrag beim Zweitligisten Ayutthaya United FC. Für Ayutthaya bestritt er 31 Zweitligaspiele. Der Zweitligaabsteiger Khon Kaen FC nahm ihn zu Beginn der Saison 2022/23 unter Vertrag. Mit Khon Kaen spielte er 23-Mal in der North/Eastern Region der Liga. Nach einer Saison wechselt er im Sommer 2023 zum Erstligisten Muangthong United. Hier bestritt er in der Hinrunde 2023/24 ein Erstligaspiele. Im Januar 2024 wechselte er auf Leihbasis nach Suphanburi zum Zweitligisten Suphanburi FC. Hier bestritt er bis Saisonende 14 Ligaspiele. Im Sommer 2024 wurde sein Leihvertrag in Suphanburi verlängert. Nach einem Spiel der Saison 2024/25 wechselte er im August 2024 ebenfalls auf Leihbasis zum Erstligisten Rayong FC.

### Nationalmannschaft
Jessadakorn Noysri spielte 2019 dreimal in der thailändischen U-19-Nationalmannschaft.